# Orthorhynchoides insipidaus
Orthorhynchoides insipidaus is een keversoort uit de familie Belidae. De wetenschappelijke naam van de soort is voor het eerst geldig gepubliceerd in 1890 door Blackburn.